# 中古亚美尼亚语
奇里乞亚亚美尼亚语也称为中古亚美尼亚语，但前者可能与现代方言混淆，对应12—18世纪的书面亚美尼亚语的第二阶段，这段时间出现了许多文学作品。
古点亚美尼亚语主要是一种综合语，但中古亚美尼亚语受到了黏着与分析形式的影响。这样看来，中古亚美尼亚语是古点亚美尼亚语到现代亚美尼亚语的过渡阶段。亚美尼亚语的第一份书面文献就属于中古亚美尼亚语阶段，展示了西部型音质，引入了字母օ、ֆ，分别来自希腊字母“ο”“φ”。